# Карел Брюкнер
Карел Брюкнер (чеськ. Karel Brückner; нар. 13 листопада 1939, Оломоуць) — колишній чехословацький футболіст. По завершенні ігрової кар'єри — чехословацький та чеський тренер.

## Клубна кар'єра
У дорослому футболі дебютував виступами за команду клубу «Сігма» з рідного міста, в якій виступав у нижчих чехословацьких дивізіонах.
У сезоні 1970/71 провів два матчі у вищому дивізіоні Чехословаччини за «Банік».

## Кар'єра тренера
Розпочав тренерську кар'єру відразу ж по завершенні кар'єри гравця, 1973 року, очоливши тренерський штаб клубу «Сігма» (Оломоуць). Тут він пропрацював 4 роки, не дуже успішно, і в 1978 році виїхав до міста Простейов, очоливши однойменний місцевий клуб, після цього працював з командою «Збройовка». Згодом Брюкнер повернувся в рідну «Сігму»
1983 року став головним тренером молодіжної збірної Чехословаччина, але потім знову — тоді це був третій раз — прийняв пропозицію очолити «Сігму», яку покинув 1987 року. Після цього Карел очолював «Жиліну» та «Банік», і все ж найбільших досягнень в клубному футболі Брюкнер досяг з «Сігмою». У свій рідний клуб він повернувся вчетверте у 1992. Правда, досягнення клубу все одно були досить скромними — жодного разу за Брюкнера цей клуб не ставав чемпіоном, не вигравав Кубок країни, а найвищим його успіхом на європейській арені став вихід у чвертьфінал Кубка УЄФА в сезоні 199/92 років. Тут «Сігма» зустрілася з мадридським «Реалом» і зіграла з ним цілком гідно — один матч закінчився внічию — 1:1, а в другому «королівський клуб» здобув перемогу з мінімальним рахунком 1:0.
Згодом очолював «Дрновіце» і братиславський «Інтер» зі Словаччини. Тут Брюкнер завоював свій перший трофей — Кубок країни, але після цього вчетверте й востаннє повернувся в «Сігму». Нарешті в 1998 році він залишив «Сігму» остаточно, щоб знову працювати з молодіжною збірною країни, тепер уже Чехії. Якраз у цій команді починали свій шлях воротар Петр Чех, нападник Мілан Барош, півзахисник Томаш Росицький, імена яких потім стали відомі всьому світу. Крім того, фахівця призначили головним тренером олімпійської збірної Чехії, яка поїхала на Ігри в Сіднеї у 2000 році. В тому  році команда Брюкнера стала срібним призером молодіжного чемпіонату Європи, а в наступному Карела Брюкнера призначили головним тренером збірної Чехії. Колишній тренер Йозеф Хованець втратив своє місце після того, як команда не зуміла пройти відбірковий турнір чемпіонату світу 2002 року, поступившись першим місцем у своїй групі збірній Данії. Варто зазначити, що однією з причин такого рішення стала відмінна робота Брюкнера як асистента головного тренера перед останнім відбірковим матчем чемпіонату світу, в якому Чехія перемогла Болгарію 6:0. На жаль, допомогти чехам в плей-оф Брюкнер не міг — поки збірна двічі зазнавала поразки від Бельгії, він займався «молодіжкою».
У збірній Чехії Брюкнера тоді виявилися багато футболістів молодіжної збірної, з якими він сам працював. Разом з тим він не став повністю відмовлятися від досвідчених, вікових гравців. У його тактичних схемах знайшлося місце і для досвідчених Павела Недведа з Патріком Бергером, і для зовсім юних тоді Мілана Бароша, Томаша Росицького і Томаша Гюбшмана. Оновлена збірна Чехії, очолювана Карелом Брюкнером, звернула на себе увагу вже під час відбіркового турніру чемпіонату Європи 2004 року. У восьми матчах команда здобула 7 перемог, обігравши в тому числі збірну Нідерландів 3:1 і залишивши її на другому місці в групі. І на самому чемпіонаті команда Брюкнера вважалася одним з фаворитів, показуючи чудовий атакуючий футбол. Жереб її знову звів в одній групі зі збірною Нідерландів, і 19 червня 2004 року ці команди зіграли один з найдраматичніших матчів європейської першості. Вже на 3-й хвилині голландці відкрили рахунок, а на 19-й хвилині рахунок був уже 2:0 на користь збірної Нідерландів. Через кілька хвилин Ян Коллер відіграв один м'яч. У другому таймі на 71-й хвилині Мілан Барош зрівняв рахунок, а за 2 хвилини до кінця Владімір Шміцер забив переможний гол. Здобувши в групі три перемоги, чехи посіли перше місце, а у чвертьфіналі розгромили збірну Данії — 3:0. Чудовій команді вже пророкували звання чемпіона Європи, але в півфіналі єдиний м'яч, забитий вже в додатковий час, приніс перемогу збірної Греції, яка потім стала переможцем турніру.
Чемпіонат Європи 2004 року виявився для збірної Чехії «зоряним часом», хоча команда і не домоглася перемоги. На чемпіонаті світу 2006 року чехи виступили невдало, програвши у своїй групі два матчі з трьох і зайнявши лише третє місце. Те ж саме повторилося на наступному чемпіонаті Європи. У вирішальному матчі групового турніру за друге місце зі збірною Туреччини чехи вели з рахунком 2:0. За 3 хвилини до кінця матчу рахунок був 2:1 на їхню користь, але збірна Туреччини зуміла забити 2 м'ячі й виграла з рахунком 3:2. Після цього чемпіонату Карел Брюкнер, як і оголошував заздалегідь, залишив пост головного тренера збірної Чехії.
У липні 2008 року Брюкнер прийняв пропозицію очолити збірну Австрії, але керував їй менше ніж рік. На початку 2009 року після серії невдалих матчів (одна перемога в семи матчах) Брюкнер подав у відставку, пославшись на проблеми зі здоров'ям. «У мене хвора спина, і її стан тільки погіршується. Мені доводиться робити уколи й приймати таблетки. Моє здоров'я і мій вік з часом стали мені заважати. На цьому тижні я буду звичайним пенсіонером» — заявив Брюкнер.
У липні 2009 року був призначений радником нового голови Футбольної асоціації Чехії Івана Гашека.
У листопаді 2013 року чеський клуб «Вікторія» (Пльзень) запросив Брюкнера як наступника тренера Павела Врби. Карел Брюкнер відмовився від цієї пропозиції. У січні 2014 року він прийняв посаду консультанта чеської збірної.

## Досягнення

### Як тренера
- Володар кубка Словаччини:

«Інтер» (Братислава): 1994—95

### Особисті
- Тренер року в Чехословаччині: 1985
- Тренер року в Чехії: 2001, 2002, 2003, 2004, 2005, 2007
- Тренер року в Чехії (Нагорода Рудольфа Витлачила): 2003, 2005